# Schopfheimbron
Schopfheimbron är en gångbro över Ronnebyån som förbinder Soft Center med Ronneby brunnspark söder om Ronnebys centrum. Bron landar vid pumphuset på Ronnebyåns västra sida med Brunnshallarna i fonden. Bron är av fackverkstyp och målad i en mörkröd kulör. Bron fick sitt namn 2012 efter Ronnebys tyska vänort Schopfheim.